# Neyveli
Neyveli est une ville indienne située au Tamil Nadu dans le district de Cuddalore. Elle est créée à la suite de l'exploitation des mines de lignites par la société publique éponyme : Neyveli Lignite Corporation.